# Campeonato Sul-Americano de Futebol Sub-15 de 2009
O Campeonato Sul-Americano de Futebol Sub-15 de 2009 foi a quarta edição deste campeonato disputado por jogadores com até 15 anos de idade. Foi realizado nas cidades de Cochabamba e Santa Cruz de la Sierra, na Bolívia, entre 6 e 22 novembro de 2009. Inicialmente o campeonato começaria duas semanas antes, mas a pedido da Federação Boliviana de Futebol foi adiado para novembro.

## Equipes participantes
| - Argentina - Bolívia - Brasil - Chile - Colômbia | - Equador - Paraguai - Peru - Uruguai - Venezuela |

## Árbitros
Está á lista com os dez árbitros e dez assistentes que atuaram no campeonato.
| Árbitros             | Assistentes            |
| -------------------- | ---------------------- |
| ARG Federico Beligoy | ARG Ariel Bustos       |
| BOL Raúl Orosco      | BOL Efraín Castro      |
| BRA Ricardo Marques  | BRA Carlos Berkenbrock |
| CHI Claudio Puga     | CHI Julio Dias         |
| COL Imer Machado     | COL Wilmar Navarro     |

| Árbitros             | Assistentes            |
| -------------------- | ---------------------- |
| ECU Omar Ponce       | ECU Chrsitian Lescano  |
| PAR Julio Quintana   | PAR Milcíades Saldívar |
| PER Héctor Pacheco   | PER Jonny Bossio       |
| URU Darío Ubriaco    | URU William Casavieja  |
| VEN Marlon Escalante | VEN Jorge Urrego       |

## Fórmula de disputa
Este torneio envolveu as 10 federações filiadas a Confederação Sul-americana de Futebol. As seleções foram divididas em dois grupos de cinco equipes cada, passando para a segunda fase os dois primeiros classificados de cada grupo. Ambas as fases foram disputadas no sistema de todos contra todos.

## Primeira fase

### Grupo A
| Seleção   | Pts | J | V | E | D | GP | GC | SG  |
| --------- | --- | - | - | - | - | -- | -- | --- |
| Brasil    | 10  | 4 | 3 | 1 | 0 | 18 | 3  | +15 |
| Paraguai  | 7   | 4 | 2 | 1 | 1 | 8  | 8  | 0   |
| Chile     | 6   | 4 | 2 | 0 | 2 | 6  | 8  | -2  |
| Bolívia   | 4   | 4 | 1 | 1 | 2 | 4  | 7  | -3  |
| Venezuela | 1   | 4 | 0 | 1 | 3 | 3  | 13 | -10 |

| 6 de novembro de 2009 | Paraguai                | 2 – 2     | Brasil                         | Estádio Félix Capriles, Cochabamba |
| 18:00 (UTC-4)         | Florenciáñez 89', 90+3' | Relatório | Guilherme 15' · Pérez 32' (gc) | Árbitro: ARG Federico Beligoy      |

| 6 de novembro de 2009 | Bolívia     | 1 – 1     | Venezuela   | Estádio Félix Capriles, Cochabamba |
| 20:00 (UTC-4)         | Pontons 53' | Relatório | Arteaga 65' | Árbitro: URU Darío Ubriaco         |

| 8 de novembro de 2009 | Venezuela | 1 – 3     | Paraguai                                   | Estádio Félix Capriles, Cochabamba |
| 16:00 (UTC-4)         | Añor 66'  | Relatório | Caballero 13' · González 48' · Jiménez 61' | Árbitro: COL Imer Machado          |

| 8 de novembro de 2009 | Bolívia    | 1 – 0     | Chile | Estádio Félix Capriles, Cochabamba |
| 18:00 (UTC-4)         | Guzmán 66' | Relatório |       | Árbitro: ECU Omar Ponce            |

| 10 de novembro de 2009 | Brasil                                                 | 5 – 0     | Chile | Estádio Félix Capriles, Cochabamba |
| 18:00 (UTC-4)          | Piazon 9', 51' · Victor 32' · Leandro 49' · Glênio 82' | Relatório |       | Árbitro: URU Darío Ubriaco         |

| 10 de novembro de 2009 | Bolívia           | 1 – 2     | Paraguai             | Estádio Félix Capriles, Cochabamba |
| 20:00 (UTC-4)          | Pontons 47' (pen) | Relatório | Caballero 50', 90+3' | Árbitro: PER Héctor Pacheco        |

| 12 de novembro de 2009 | Chile                                   | 4 – 1     | Paraguai                 | Estádio Félix Capriles, Cochabamba |
| 18:00 (UTC-4)          | Crisóstomo 9', 72' · Henríquez 17', 27' | Relatório | Florenciáñez 45+1' (pen) | Árbitro: COL Imer Machado          |

| 12 de novembro de 2009 | Brasil                                                                             | 7 – 0     | Venezuela | Estádio Félix Capriles, Cochabamba |
| 20:00 (UTC-4)          | Piazon 14', 37', 62' · Guilherme 28' · Dodó 42' · Leandro 59' · Adryan 90+1' (pen) | Relatório |           | Árbitro: PER Hector Pacheco        |

| 14 de novembro de 2009 | Chile                  | 2 – 1     | Venezuela   | Estádio Félix Capriles, Cochabamba |
| 14:00 (UTC-4)          | Rabello 19' · Páez 21' | Relatório | Arteaga 90' | Árbitro: ECU Omar Ponce            |

| 14 de novembro de 2009 | Bolívia   | 1 – 4     | Brasil                             | Estádio Félix Capriles, Cochabamba |
| 16:00 (UTC-4)          | Mejido 3' | Relatório | Piazon 54', 56', 70' · Matheus 88' | Árbitro: ARG Federico Beligoy      |

### Grupo B
| Seleção   | Pts | J | V | E | D | GP | GC | SG |
| --------- | --- | - | - | - | - | -- | -- | -- |
| Uruguai   | 10  | 4 | 3 | 1 | 0 | 7  | 3  | +4 |
| Equador   | 7   | 4 | 2 | 1 | 1 | 6  | 3  | +3 |
| Colômbia  | 5   | 4 | 1 | 2 | 1 | 6  | 5  | +1 |
| Argentina | 4   | 4 | 1 | 1 | 2 | 5  | 7  | -2 |
| Peru      | 1   | 4 | 0 | 1 | 3 | 3  | 9  | -6 |

| 7 de novembro de 2009 | Peru     | 1 – 3     | Colômbia                     | Estádio Ramón Tahuichi Aguilera, Santa Cruz de la Sierra |
| 16:00 (UTC-4)         | Polo 17' | Relatório | Cuero 27' · Benítez 38', 75' | Árbitro: CHI Claudio Puga                                |

| 7 de novembro de 2009 | Argentina | 0 – 1     | Equador       | Estádio Ramón Tahuichi Aguilera, Santa Cruz de la Sierra |
| 18:00 (UTC-4)         |           | Relatório | Hurtado 45+5' | Árbitro: VEN Marlon Escalante                            |

| 9 de novembro de 2009 | Equador     | 1 – 1     | Colômbia    | Estádio Ramón Tahuichi Aguilera, Santa Cruz de la Sierra |
| 18:00 (UTC-4)         | Batioja 21' | Relatório | Benítez 45' | Árbitro: BOL Raúl Orosco                                 |

| 9 de novembro de 2009 | Uruguai        | 1 – 1     | Peru          | Estádio Ramón Tahuichi Aguilera, Santa Cruz de la Sierra |
| 20:00 (UTC-4)         | Cortelezzi 75' | Relatório | Benincasa 31' | Árbitro: PAR Julio Quintana                              |

| 11 de novembro de 2009 | Uruguai                 | 2 – 1     | Equador     | Estádio Ramón Tahuichi Aguilera, Santa Cruz de la Sierra |
| 18:00 (UTC-4)          | Méndez 69' · Mascia 75' | Relatório | Sornoza 47' | Árbitro: VEN Marlon Escalante                            |

| 11 de novembro de 2009 | Colômbia                     | 2 – 2     | Argentina        | Estádio Ramón Tahuichi Aguilera, Santa Cruz de la Sierra |
| 20:00 (UTC-4)          | Cuero 7' · Salgado 76' (pen) | Relatório | Ocampos 19', 55' | Árbitro: BRA Ricardo Marques                             |

| 13 de novembro de 2009 | Argentina         | 1 – 3     | Uruguai                      | Estádio Ramón Tahuichi Aguilera, Santa Cruz de la Sierra |
| 18:00 (UTC-4)          | Andrada 90' (pen) | Relatório | Mascia 19' · Méndez 62', 76' | Árbitro: CHI Claudio Puga                                |

| 13 de novembro de 2009 | Equador               | 3 – 0     | Peru | Estádio Ramón Tahuichi Aguilera, Santa Cruz de la Sierra |
| 20:00 (UTC-4)          | Batioja 20', 60', 64' | Relatório |      | Árbitro: PAR Julio Quintana                              |

| 15 de novembro de 2009 | Uruguai    | 1 – 0     | Colômbia | Estádio Ramón Tahuichi Aguilera, Santa Cruz de la Sierra |
| 16:00 (UTC-4)          | Álvarez 3' | Relatório |          | Árbitro: BRA Ricardo Marques                             |

| 15 de novembro de 2009 | Argentina                | 2 – 1     | Peru         | Estádio Ramón Tahuichi Aguilera, Santa Cruz de la Sierra |
| 18:00 (UTC-4)          | Robledo 30' · Llodra 50' | Relatório | Benincasa 5' | Árbitro: BOL Raúl Orosco                                 |

## Fase final
| Seleção  | Pts | J | V | E | D | GP | GC | SG |
| -------- | --- | - | - | - | - | -- | -- | -- |
| Paraguai | 7   | 3 | 2 | 1 | 0 | 6  | 3  | +3 |
| Brasil   | 5   | 3 | 1 | 2 | 0 | 5  | 4  | +1 |
| Equador  | 4   | 3 | 1 | 1 | 1 | 3  | 3  | 0  |
| Uruguai  | 0   | 3 | 0 | 0 | 3 | 3  | 7  | -4 |

| 18 de novembro de 2009 | Brasil        | 1 – 1     | Equador    | Estádio Ramón Tahuichi Aguilera, Santa Cruz de la Sierra |
| 18:00 (UTC-4)          | Guilherme 79' | Relatório | Sornoza 9' | Árbitro: CHI Claudio Puga                                |

| 18 de novembro de 2009 | Uruguai     | 1 – 3     | Paraguai                           | Estádio Ramón Tahuichi Aguilera, Santa Cruz de la Sierra |
| 20:00 (UTC-4)          | Álvarez 48' | Relatório | Báez 18' · Díaz 66' · González 71' | Árbitro: ARG Federico Beligoy                            |

| 20 de novembro de 2009 | Brasil                  | 2 – 2     | Paraguai                  | Estádio Ramón Tahuichi Aguilera, Santa Cruz de la Sierra |
| 18:00 (UTC-4)          | Bica 36' · Da Silva 87' | Relatório | Pérez 55' · Caballero 81' | Árbitro: COL Imer Machado                                |

| 20 de novembro de 2009 | Uruguai    | 1 – 2     | Equador                         | Estádio Ramón Tahuichi Aguilera, Santa Cruz de la Sierra |
| 20:00 (UTC-4)          | Méndez 44' | Relatório | Batioja 31' · Sornoza 75' (pen) | Árbitro: BOL Raul Orosco                                 |

| 22 de novembro de 2009 | Equador | 0 – 1     | Paraguai      | Estádio Ramón Tahuichi Aguilera, Santa Cruz de la Sierra |
| 17:00 (UTC-4)          |         | Relatório | Caballero 60' | Árbitro: ARG Federico Beligoy                            |

| 22 de novembro de 2009 | Brasil          | 2 – 1     | Uruguai    | Estádio Ramón Tahuichi Aguilera, Santa Cruz de la Sierra |
| 19:00 (UTC-4)          | Piazon 35', 80' | Relatório | Mascia 58' | Árbitro: PER Héctor Pacheco                              |

| Campeonato Sul-Americano Sub-15 de 2009 |
| --------------------------------------- |
| PARAGUAI Campeão (segundo título)       |